# تنوير يوناني حديث
التنوير اليوناني الحديث (التنوير الهيليني الحديث) هو تعبير يوناني عن عصر التنوير.

## الأصول

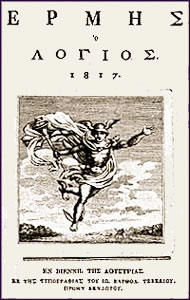
غلاف نص هيرميس أو لوجيوس، وهو منشور أدبي يوناني يعود إلى أواخر القرن الثامن عشر وأوائل القرن التاسع عشر كان له مساهمة كبيرة في عصر التنوير اليوناني الحديث.

أعطى التنوير اليوناني زخمًا للهيمنة اليونانية على التجارة والتعليم في الإمبراطورية العثمانية. سمح ذلك للتجار اليونانيين بتمويل عدد كبير من الشباب اليوناني للدراسة في الجامعات الإيطالية والولايات الألمانية. هناك، تعرفوا على أفكار التنوير والثورة الفرنسية. وفرت ثروة طبقة التجار اليونانيين الواسعة الأساس المادي للنهضة الفكرية التي كانت السمة البارزة للحياة اليونانية خلال نصف قرن وأكثر حتى عام 1821. لم يكن من قبيل المصادفة أنه في الفترة التي سبقت حرب الاستقلال اليونانية، أن تكون بؤر التعلم اليونانية، أي المدارس والجامعات، والتي تقع في يوانينا، وشيوس، وسميرنا (إزمير)، وآيوالق (كيدونيس)، مراكز تجارية يونانية.

### دور يونان الفنار
يونان الفنار طبقة صغيرة من العائلات اليونانية التي أخذت اسمها الجماعي من حي فنار في القسطنطينية حيث ما تزال البطريركية المسكونية قائمة. شغلوا مناصب إدارية مختلفة داخل الإمبراطورية العثمانية، كان أهمها مناصب الهوسبودار أو أمراء إمارة الدانوب في مولدوفا ووالاشيا. عمل معظم الهوسبودار كرعاة للثقافة، والتعليم، والطباعة اليونانية. اجتذبت هذه الأكاديميات المعلمين والتلاميذ من جميع أنحاء الكومنولث الأرثوذكسي، وكان هناك بعض التواصل مع الاتجاهات الفكرية في وسط أوروبا في هابسبورغ. لقد دعموا في الغالب نظام الحكم العثماني، لدرجة أنهم لم يلعبوا دورًا مهمًا في ظهور الحركة الوطنية اليونانية، لكن دعمهم للتعلم أنتج العديد من العلماء اليونانيين المتعلمين تعليمًا عاليًا والذين استفادوا من البيئة العالمية التي زرعها الفناريون في إماراتهم.
شكلت هذه البيئة عمومًا نقطة جذب خاصة للشباب اليوناني الطموح والمتعلم من الإمبراطورية العثمانية، مما ساهم في تنويرهم الوطني. لعبت الأكاديميات الأميرية في بوخارست وياش أيضًا دورًا مهمًا في هذه الحركة. والمميز في الأمر أن مؤلفي كتاب الجغرافيا الحديثة، أحد أبرز الأعمال في تلك الحقبة، دانيال فيليبديس وغريغوريوس كونستانتس، تلقيا تعليمهما في هذه البيئة.

## الآثار
ومن الآثار المترتبة على ذلك إنشاء الأصوليين اللغويين شكل من أشكال اللهجة الأتيكية اليونانية، والذي اعتمدته الدولة كلغة رسمية، وعُرفت فيما بعد باسم كاثروفيوسا (المهذبة). خلق هذا ازدواجية في المجال اللغوي اليوناني، فقد كانت كاثروفيوسا واللهجة العامية المعروفة باسم ديموتيكي في صراع حتى النصف الأخير من القرن العشرين.
أثر انتقال أفكار التنوير إلى الفكر اليوناني في تطور الوعي القومي. شجعت مجلة هيرميس أو لغيوس أفكار التنوير. كان هدف المجلة هو النهوض بالعلوم والفلسفة والثقافة اليونانية. شجع اثنين من الشخصيات الرئيسية في عصر التنوير اليوناني، ريغاس فيرايوس وأدامانتيوس كوريس، القوميين اليونانيين على متابعة الفكر السياسي المعاصر.
لم يكن التنوير اليوناني يهتم باللغة والإنسانيات فحسب، بل بالعلوم أيضًا. كان لبعض العلماء مثل ميفوديوس أنفراكيتس، ويوجينيوس فولغاريس، وأثناسيوس بساليداس، وبالانوس فاسيلوبولوس، ونيكولاوس درباريس خلفية في الرياضيات والعلوم الفيزيائية ونشروا كتبًا علمية باليونانية لاستخدامها في المدارس اليونانية. ونشر ريغاس فيرايوس مختارات من الفيزياء.

## الفن
شمل التنوير اليوناني أيضًا مدرسة الرسم الهيبتاني. ومن أبرز فناني التنوير اليوناني في الفن: بانيوديس دوكساراس، ونيكولاس دوكساراس، ونيكولاس كادونيس، ونيكولاس كوتوزيس، ويراسيموس بيتسامانوس. بدأ الفن اليوناني في الابتعاد عن الأسلوب اليوناني التقليدي والانتقال إلى أسلوب البندقية الإيطالية. بدأ الفن في إظهار أسلوبه الخاص. تشمل عصور الرسم اليوناني: الروكو اليونانية، والكلاسيكية الجديدة اليونانية، والرومانسية اليونانية. حملت الحركات الفنانين اليونانيين إلى عصر الفن اليوناني الحديث. يشير معظم المؤرخين إلى هذه الفترة باسم التنوير اليوناني الجديد في الرسم.
كان هناك العديد من الفنانين المرتبطين بالعصر الذين لم يكونوا من الجزر الأيونية. كان هؤلاء الفنانون في أجزاء مختلفة من الإمبراطورية العثمانية أو إمبراطورية البندقية. نشط بعض الفنانين في سيكلادس مثل خريستودولوس كاليريس وإيمانويل سكورديليس. هاجر إيونيس كوروناروس من جزيرة كريت إلى مصر واستقر أخيرًا في قبرص. على الرغم من انتهاء عصر النهضة الكريتية، بقي عدد قليل من ورش العمل النشطة في الجزيرة. ينتمي العديد من هؤلاء الفنانين إلى التنوير اليوناني الجديد.
لم يقتصر التنوير اليوناني الحديث في الفن على الرسم الهيبتاني فحسب، بل تعداه أيضًا إلى جميع المجتمعات اليونانية أو ما يسمى بأسلاف الحضارة اليونانية القديمة. عاشت هذه المجموعة فيما يعرف الآن باليونان الحديثة. كان هناك أيضًا عدد لا يحصى من الفنانين اليونانيين النشطين في القسطنطينية، التي تسمى الآن إسطنبول. يستمر معهد الهيلينية الجديدة بالبحث، وقد فهرس مئات الرسامين اليونانيين وغيرهم من الفنانين من القرن الخامس عشر حتى حرب الاستقلال اليونانية.